# Przedmoście rumuńskie

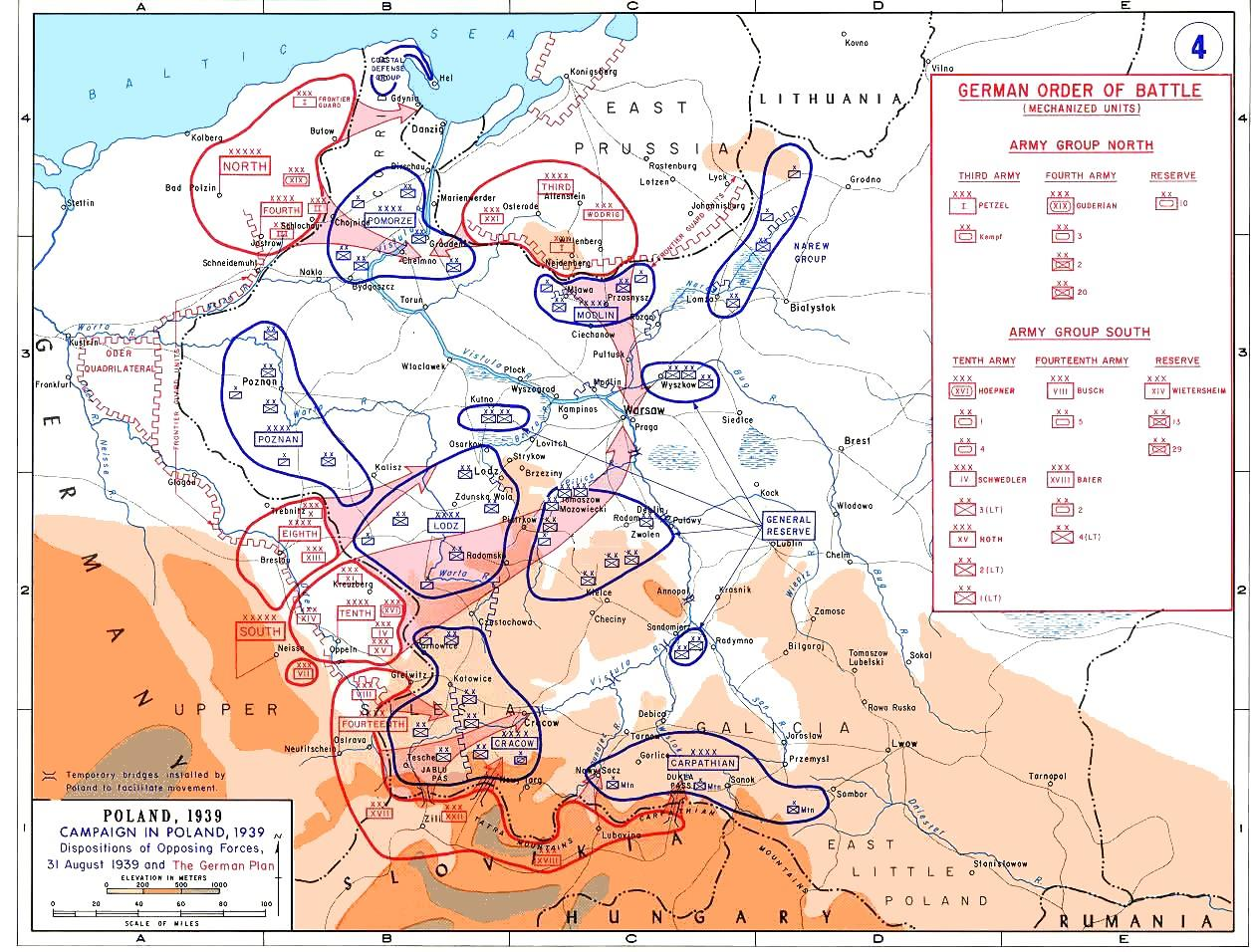
Pozycje wojsk polskich i niemieckich w przededniu wojny.

Przedmoście rumuńskie (dosł. teren przed mostami prowadzącymi do Rumunii) – we wrześniu 1939 roku obejmowało obszar Małopolski Wschodniej ograniczony od północnego zachodu rzekami Stryj i Dniestr. Obrona przedmościa rumuńskiego była to polska koncepcja militarna, której głównym założeniem taktycznym była obrona rejonu granicy z Węgrami i Rumunią przed armią niemiecką. Istotny element Planu Zachód.

## Założenia koncepcji
W momencie, gdy dla Naczelnego Dowództwa Wojska Polskiego stało się oczywiste, że wojna z hitlerowskimi Niemcami jest nieunikniona, planiści wojskowi stworzyli czysto defensywną strategię. Polegała ona na stopniowym wycofywaniu sił na południowy wschód wyczerpując wroga przez rozciągnięcie linii komunikacyjno-zaopatrzeniowych. Umożliwiłoby to dalszą mobilizację, dozbrajanie i przeformowywanie polskich jednostek wojskowych.
Plan opierał się na trzech fazach. Ostatnia z nich miała opierać się na zgrupowaniu wszystkich dostępnych sił w jednym miejscu, swoistym bastionie, w którym toczono by walkę czekając na interwencję francuską i brytyjską.
Wśród koncepcji bastionu istniał pomysł utworzenia linii obronnej na północy, w okolicach państw nadbałtyckich, a także w rejonie błot poleskich. Jednakże wybrano koncepcję linii obronnej w rejonie Węgier i Rumunii, na tzw. przedmościu rumuńskim.

## Losybastionuw kampanii wrześniowej

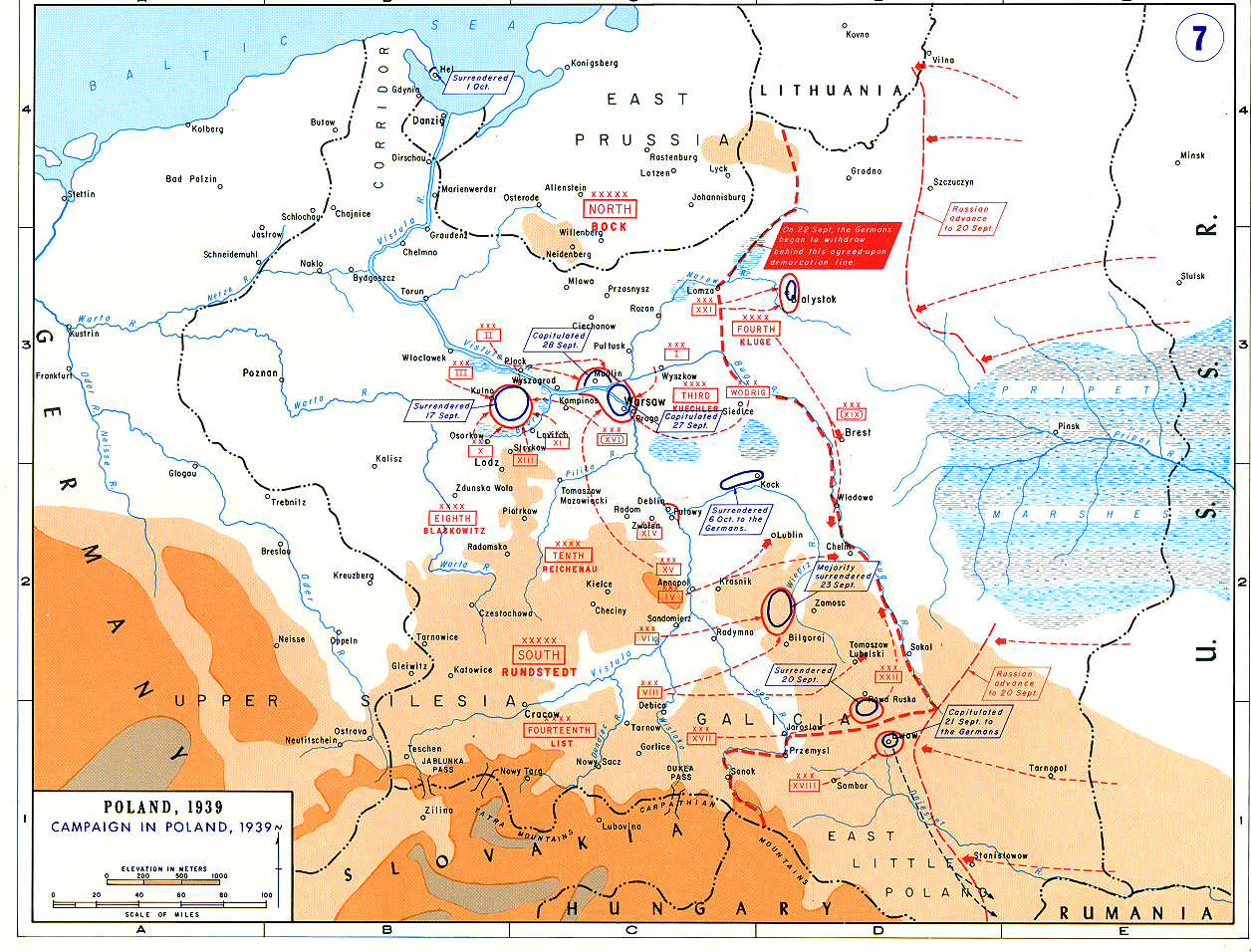
Polska po 14 września 1939 r.

Po wybuchu wojny, polskie jednostki wycofywały się na kolejne pozycje. Kiedy linia Wisły, Narwi i Sanu została przełamana, zdecydowano się zrealizować III fazę Planu Zachód. Plany pokrzyżowało jednak wejście Armii Czerwonej 17 września 1939. Ponadto 12 Armia radziecka operująca na południu była najlepiej wyposażoną i najsilniejszą armią spośród sił ZSRR. Polskie władze z Naczelnym Wodzem marszałkiem Edwardem Śmigłym-Rydzem przekroczyły granicę z Rumunią (gdzie zostały internowane) unikając niewoli radzieckiej.
Ostatecznie koncepcja obrony przedmościa rumuńskiego okazała się klęską, gdyż wszystkie siły tam zgromadzone zostały rozbite przez Armię Czerwoną, a pogłębiający się chaos na froncie zachodnim uniemożliwił już wcześniej ustanowienie jakiejkolwiek skutecznej linii obronnej na przedmościu rumuńskim. Ostatnią zorganizowaną zgodnie z planem pozycją obronną była linia Wisły, Narwi i Sanu.